# قرآن و کتاب مقدس: درون‌مایه‌های مشترک
قرآن و کتاب مقدس: درون‌مایه‌های مشترک کتابی از دنیز ماسون با ترجمهٔ فاطمه سادات تهامی است که در سال ۱۳۸۵ منتشر و در مراسم کتاب سال جمهوری اسلامی ایران به‌عنوان کتاب برگزیده معرفی شد.